# Полёт рукокрылых

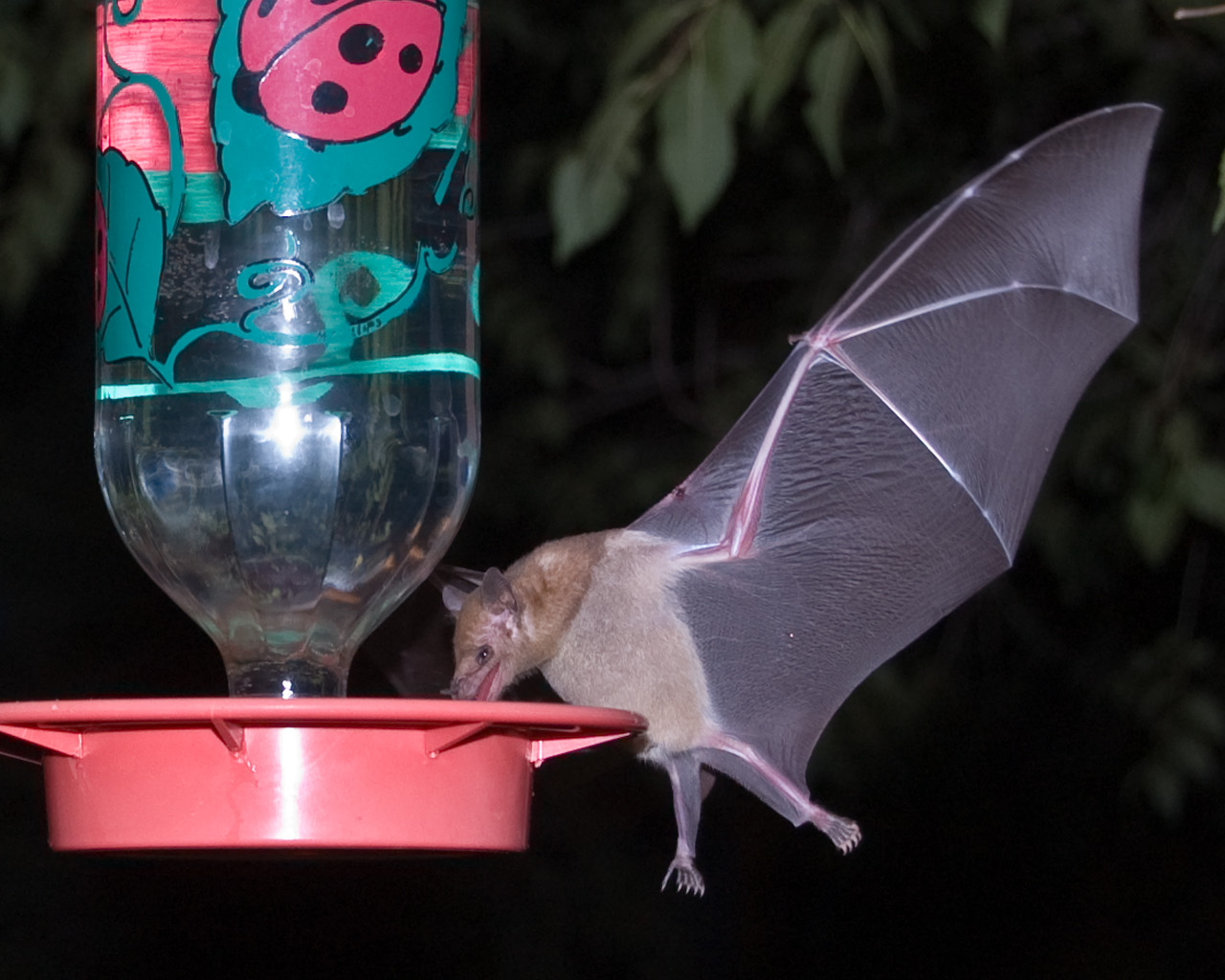
Летучая мышь подлетела к поилке

Полёт — основной способ передвижения рукокрылых. Он значительно отличается от полёта птиц.
Рукокрылые — самые манёвренные летуны, известные на сегодняшний день. Они обладают аэродинамикой и манёвренностью, превосходящими таковые у птиц и насекомых.
Быстрые рукокрылые, такие, как рыжая вечерница, развивают скорость около 50 км/ч, а медленные (подковоносы, большая серая ночница) — около 20 км/ч.

## История исследования
В 2013 году группа исследователей под руководством инженера Кеннета Бреуэра и биолога Шэрон Шварц создала искусственное крыло, повторяющее форму и движения малайского коротконосого крылана. Воспроизводя структуру хироптерного крыла, крыло-робот было всё же упрощено, но успешно имитировало базовые характеристики полёта рукокрылых и позволило регулируемо измерять различные параметры, чего нельзя было достичь на живых зверьках.

## Эволюция
Предполагается, что предки рукокрылых перемещались по воздуху планируя, как сейчас это делают белки-летяги.

## Адаптации к полёту

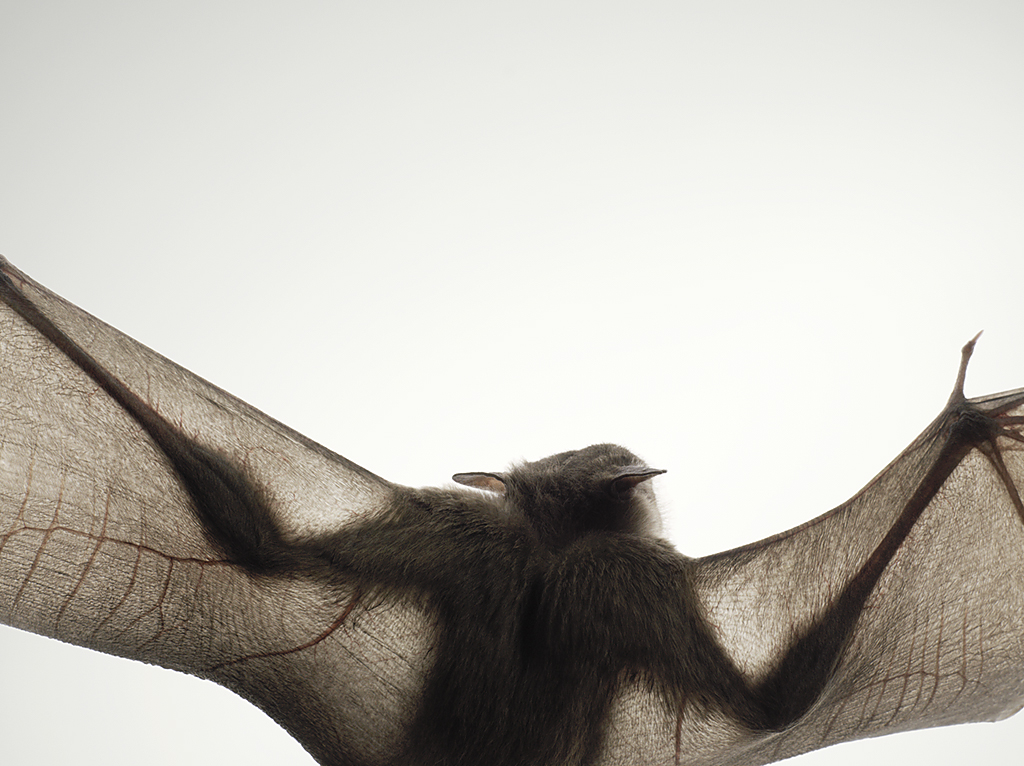
Рукокрылое со спины. Хорошо просматривается мускулатура крыльев и сосуды, питающие перепонку

### Крыло
Крылья — передние конечности — являются главными частями тела, приспособленными для полёта. Крыло имеет кисть с сильно удлинёнными пальцами с большим количеством суставов и тонкой перепонкой между ними. Кожа перепонок очень эластична и способна растягиваться без разрыва в четыре раза.

### Прочие адаптации к полёту
Несмотря на то, что у рукокрылых имеются большие перепонки, отдающие тепло в окружающую среду, у крупных летучих лисиц, обитающих в жарком климате тропиков и субтропиков, существует опасность перегрева. Поэтому они летают медленно и в прохладное время суток — вечером и ночью.

## Физика полёта
Принцип полёта рукокрылых существенно отличается от принципа полёта птиц. Главная особенность заключается в гибкости и податливости крыла рукокрылых. Сильный изгиб крыла во время его хода вниз даёт гораздо большую подъёмную силу и сокращает затраты энергии, если сравнивать рукокрылых с птицами.
Во время каждого движения крыла вниз у передней кромки образуется завихрение воздуха, которое обеспечивает до 40 % подъёмной силы крыла. Поток воздуха начинается у передней кромки крыла, а затем обходит его и снова возвращается во время движения крыла вверх. Таким образом, давление воздуха над крылом снижается этим потоком, позволяя рукокрылым эффективнее использовать мускулатуру крыльев. Контроль завихрений, возможно, достигается за счёт чрезвычайной гибкости крыла. Изгиб его позволяет держать завихрение вблизи поверхности крыла.
Выполняя махи, рукокрылые прижимают крылья к себе значительно сильнее, чем другие летающие существа. Это сокращает сопротивление воздуха, то есть улучшает их аэродинамику.
Гибкость крыла значительно увеличивает количество способов использования его в полёте и позволяет, в частности, совершить разворот на 180° на дистанции меньше половины размаха крыла.

## Формы полёта
Рукокрылые способны зависать в воздухе подобно колибри и насекомым. Механизм этого зависания аналогичен тому, который используют насекомые. При зависании рукокрылые делают около 15 взмахов в секунду (для сравнения, насекомые — порядка 200 взмахов в секунду).